# Somme-Soude
Pour les articles homonymes, voir Somme et Soude.
La Somme-Soude est une rivière française de la Champagne crayeuse, affluent en rive gauche de la Marne, et qui coule dans le département de la Marne. La Somme-Soude est donc un sous-affluent de la Seine, par la Marne.

## Hydrographie
La longueur de son cours est de 59,9 kilomètres.
Son bassin est situé tout entier en Champagne crayeuse, à l'est des marais de Saint-Gond.
La Somme-Soude au sens restreint du terme, naît de la confluence de deux rivières-mères, la Somme et la Soude. Néanmoins, on considère le cours de la Somme comme cours supérieur de la Somme-Soude, la Soude devenant ainsi son affluent. Dès sa naissance, dans la commune de Sommesous, la Somme, future Somme-Soude, prend la direction du nord qu'elle maintiendra tout au long de son parcours.
Elle se jette dans la Marne en limite des communes d'Aulnay-sur-Marne et Jâlons, toujours dans le département de la Marne.

## Communes traversées
Elle baigne les localités de Sommesous, Haussimont, Vassimont, Lenharrée, Normée, Écury-le-Repos, Clamanges, Villeseneux, Germinon, Vélye, Chaintrix, Vouzy, Pocancy, Champigneul-Champagne, Aulnay-sur-Marne et Jâlons.

## Affluents
- Le ruisseau de la Pelle
- La Soude née à Soudé (Sainte-Croix)
- La Due
- La Berle issue de Bergères-lès-Vertus, près de Vertus

## Hydrologie
Le module de la rivière à Jâlons, localité située à son confluent, vaut 2,75 mètres cubes par seconde pour un bassin versant de plus ou moins 500 kilomètres carrés. La lame d'eau écoulée dans ce bassin est de 172 millimètres, ce qui est assez faible, et assez nettement inférieur à celle de l'ensemble du bassin versant de la Seine (220 millimètres) et surtout de la Marne. Il faut cependant souligner que la lame d'eau utile est plus élevée (192 millimètres), mais qu'une quantité de 9,3 millimètres est prélevée pour les besoins économiques et autres, et qu'une autre fraction – de 10,5 millimètres – s'infiltre dans le sol pour resurgir plus loin et alimenter la Marne au niveau de sa vallée. Son débit spécifique ou « Qsp » se monte en conséquence à seulement 5,45 litres par seconde et par kilomètre carré.

## Curiosités - Tourisme
- Jâlons : très belle et intéressante église de style gothique dit « primitif » (Monument Historique), avec crypte du XIIe siècle, porche champenois, nef, croisée du transept et tour carrée du XIIe siècle, chœur voûté d'ogives. Statues du XIVe siècle de sainte Catherine et de la Vierge à l'Enfant. Autel à baldaquin du XVIIe siècle.
- Villeseneux, église de style gothique.
- Chambres d'hôte à Clamanges et Soudron.
- Villages fleuris de la vallée de la Somme : Sommesous, Haussimont, Vassimont-et-Chapelaine, Lenharrée, Normée.